# Dorcadion boszdaghense
Dorcadion boszdaghense är en skalbaggsart som beskrevs av Leon Fairmaire 1866. Dorcadion boszdaghense ingår i släktet Dorcadion och familjen långhorningar. Inga underarter finns listade i Catalogue of Life.